# Джанноли, Ксавье
Ксавье Джанноли (фр. Xavier Giannoli; род. 7 марта 1972, Нёйи-сюр-Сен, Франция) — французский кинорежиссёр, сценарист, продюсер и оператор.

## Биография
Ксавье Джанноли родился 7 марта 1972 года в Нёйи-сюр-Сен, округ Нантер, департамент О-де-Сен, Франция. Окончил филологический факультет Сорбонны в Париже. Работал журналистом, а затем помощником режиссёра.
В 1993 году Ксавье Джанноли дебютировал в короткометражным фильме «Осуждённый», который создал Филипп Леотар. Одна из короткометражек режиссёра, «Интервью» с Матьё Амальрик в главной роли, получила на Каннском кинофестиваля 1998 Золотую пальмовую ветвь за лучший короткометражный фильм и премию «Сезар» в категории «лучший короткометражный фильм».
В начале 2000-х Джанноли снимал клипы и рекламные ролики, выступал продюсером двух режиссёрских работ Оливье Ассаяса: «Демон-любовник» (2002) и «Очищение» (2004).
В 2003 году Ксавье Джанноли снял свой первый полнометражный художественный фильм «Страстные тела» (фр. Les corps impatients). Мелодрама Джанноли «Когда я был певцом» 2006 года о любви постаревшего певца и юной привлекательной девушки с участием Жерара Депардье и Сесиль де Франс стала первой полнометражной лентой режиссёра которая боролась за Золотую пальмовую ветвь Каннского кинофестиваля 2006 года.
В 2009 году на экраны вышла лента Джанноли «Всё сначала» с Франсуа Клюзе и Эммануэль Дево в главных ролях. Фильм боролся за Золотую пальмовую ветвь 62-го Каннского кинофестиваля и был номинирован на кинопремию «Сезар» в 2010 году в 11-ти категориях, в том числе за лучший фильм и лучшую режиссёрскую работу.
Комедийная драма Джанноли 2012 года «Суперзвезда» участвовал в 69-м Венецианском кинофестивале и боролся за главную награду — «Золотой лев».
В 2015 году Ксавье Джанноли представил в главной конкурсной программе 72-го Венецианского кинофестиваля свой новый биографический фильм о жизни американской певицы Флоренс Фостер Дженкинс «Маргарита», который получил приз фестиваля.
Ксавье Джанноли вместе с Эдуаром Вайлем является основателем независимой продюсерской компании.

## Фильмография

### Режиссёр
- 2003 — Страстные тела / Les corps impatients
- 2005 — Авантюра / Une aventure
- 2006 — Когда я был певцом / Quand j'étais chanteur
- 2009 — Всё сначала / À l'origine
- 2012 — Суперстар / Superstar
- 2015 — Маргарита / Marguerite
- 2018 — Явление / L'apparition
- 2021 — Утраченные иллюзии / Illusions perdues

### Сценарист
- 2003 — Страстные тела / Les corps impatients
- 2005 — Авантюра / Une aventure
- 2006 — Когда я был певцом / Quand j'étais chanteur
- 2009 — Всё сначала / À l'origine
- 2012 — Суперстар / Superstar
- 2015 — Маргарита / Marguerite
- 2018 — Явление / L'apparition
- 2021 — Утраченные иллюзии / Illusions perdues

### Продюсер
- 2002 — Демон-любовник / Demonlover
- 2004 — Очищение / Clean

### Оператор
- 2003 — Страстные тела / Les corps impatients